# ملی فلچر
ملی فلچر (انگلیسی: Mylie Fletcher؛ ۲۳ اوت ۱۸۶۸ – ۲۵ اکتبر ۱۹۵۹) ورزشکار اهل کانادا بود.
وی در مسابقات کشوری و بین‌المللی در مجموع برندهٔ ۱ مدال نقره شده‌است.